# Академія Сан-Карлос
Академія Сан-Карлос (ісп. Academia de San Carlos) — національна мексиканська академія мистецтв (в першу чергу скульптури). Розташовується в Мехіко.

## Історія
Академія Сан-Карлос є першим в Америці вищим художнім навчальним закладом і першим художнім музеєм в Америці. Була заснована в 1781 році як Школа гравюри, потім указом іспанського уряду від 25 грудня 1783 року в тоді ще колишній колонії Новій Іспанії (Мексиці) була перетворена в Академію. Початкове найменування її було Королівська академія благородних мистецтв Сан-Карлос (Real Academia de San Carlos de las Nobles Artes). Завданням Академії був розвиток в іспанській частині Центральної Америки таких мистецтв, як живопис, скульптура та архітектура. Розташовувалася Академія в історичному центрі Мехіко на вулиці Амор де Діос.
За час свого існування Академія неодноразово змінювала назву — в 1821 році на Національну мексиканську академію Сан-Карлос (Academia Nacional de San Carlos de México), в 1863 році на Імператорську мексиканську академію Сан-Карлос. Потім в 1867 році — на Національну школу витончених мистецтв (ENBA). У 1929 році Академія була розділена на Національну школу скульптури (ENAP) і Національну школу архітектури. Остання в 1933 році була перетворена в факультет архітектури Національного автономного університету Мексики. Назва «Академія Сан-Карлос» збереглося за ENAP.
академія володіє багатим зібранням творів мистецтва — картин, малюнків, гравюр, скульптур, фотографії, а також монет в нумізматичному кабінеті.

## Випускники
В Академії отримали художню освіту багато знаменитих художників, серед яких: Хосе Давид Альфаро Сікейрос, Хосе Клементе Ороско, Анхель Сарраґа, Руфіно Тамайо. У 2007 році в ній навчалося 5 558 студентів. 